# Gare de Sessenheim
La gare de Sessenheim est une gare ferroviaire française de la ligne de Strasbourg à Lauterbourg située sur le territoire de la commune de Sessenheim dans la collectivité européenne d'Alsace, en région Grand Est.
Elle est mise en service en 1876, pendant l'annexion allemande, par la Direction générale impériale des chemins de fer d'Alsace-Lorraine. 
C'est une halte voyageurs de la Société nationale des chemins de fer français (SNCF) du réseau TER Grand Est, desservie par des trains express régionaux.

## Situation ferroviaire
Établie à 123 mètres d'altitude, la gare de Sessenheim est située au point kilométrique (PK) 31,186 entre les gares de Drusenheim et de Rountzenheim.

## Histoire
La ligne de Strasbourg à Lauterbourg, qui traverse la commune et le village, est construite par la Direction générale impériale des chemins de fer d'Alsace-Lorraine qui la met en service le 25 juillet 1876. La gare de Sessenheim est mise en service avec la ligne.
Le bâtiment voyageurs d'origine, au style caractéristique Alsace-Lorraine, est détruit pendant la Seconde Guerre mondiale ; il était similaire à celui de la gare de Mothern avec un plan rectangulaire, une tour d'horloge et une façade grise à bandeaux de briques. Le bâtiment d'après guerre a été démoli en 2019 ou 2020 ; son aspect était semblable à celui, plus grand, de la gare de Seltz.
En mars 2013, la fréquentation en voyageurs de la gare est de 691 montants et 685 descendus des trains de la ligne Strasbourg - Lauterbourg.

## Fréquentation
De 2015 à 2023, selon les estimations de la SNCF, la fréquentation annuelle de la gare s'élève aux nombres indiqués dans le tableau ci-dessous.
| Année     | 2015   | 2016   | 2017   | 2018   | 2019   | 2020   | 2021   | 2022   | 2023    |
| --------- | ------ | ------ | ------ | ------ | ------ | ------ | ------ | ------ | ------- |
| Voyageurs | 88 449 | 87 873 | 87 386 | 87 444 | 84 660 | 58 277 | 69 387 | 89 110 | 101 239 |

## Service des voyageurs

### Accueil
Halte SNCF, c'est un point d'arrêt non géré (PANG) à accès libre. Elle est équipée d'automates pour l'achat de titres de transport. Elle dispose de deux quais latéraux encadrant deux voies.

### Desserte
Sessenheim est une halte voyageurs du réseau TER Grand Est, desservie par des trains express régionaux de la relation : Strasbourg - Lauterbourg, ou Rœschwoog.

### Intermodalité
Un parc pour les vélos et un parking pour les véhicules y sont aménagés. En complément de la desserte ferroviaire, elle est desservie par des cars TER de la relation gare de Lauterbourg - gare de Rœschwoog.